# Justicia glabra
Justicia glabra là một loài thực vật có hoa trong họ Ô rô. Loài này được (Oerst.) Lindau mô tả khoa học đầu tiên năm 1900.